# Néry
Néry ist eine französische Gemeinde mit 646 Einwohnern (Stand: 1. Januar 2022) im Département Oise in der Region Hauts-de-France. Sie gehört zum Arrondissement Senlis und zum Kanton Crépy-en-Valois.

## Geographie
Néry liegt etwa in einem Seitental der Automne, 16 Kilometer nordöstlich von Senlis und 16 Kilometer südlich von Compiègne. Umgeben wird Néry von den Nachbargemeinden Saintines im Norden, Béthisy-Saint-Pierre im Nordosten, Béthisy-Saint-Martin im Nordosten und Osten, Rocquemont im Osten und Südosten, Trumilly im Süden, Rully im Südwesten, Raray und Verberie (Berührungspunkt) im Westen sowie Saint-Vaast-de-Longmont im Nordwesten.

## Geschichte
Am 1. September 1914 versuchte die deutsche 4. Kavallerie-Division das Dorf Néry zu erobern, doch es wurde von der britischen 1st Cavalry Brigade zurückgeschlagen, woraufhin sich die Deutschen aus dem Ort zurückzogen.

## Einwohner
| Jahr                       | 1962 | 1968 | 1975 | 1982 | 1990 | 1999 | 2006 | 2013 | 2021 |
| -------------------------- | ---- | ---- | ---- | ---- | ---- | ---- | ---- | ---- | ---- |
| Einwohner                  | 551  | 549  | 543  | 608  | 692  | 677  | 727  | 678  | 643  |
| Quellen: Cassini und INSEE |      |      |      |      |      |      |      |      |      |

## Sehenswürdigkeiten
- Kirche Saint-Martin aus dem 12. Jahrhundert, Gebäude aus dem 19. Jahrhundert, seit 1949 Monument historique
- Kirche Saint-Rieul aus dem Jahre 1541 in Verrines
- Herrenhaus Huleux
- Herrenhaus Lésigny
- Gutshof in Néry

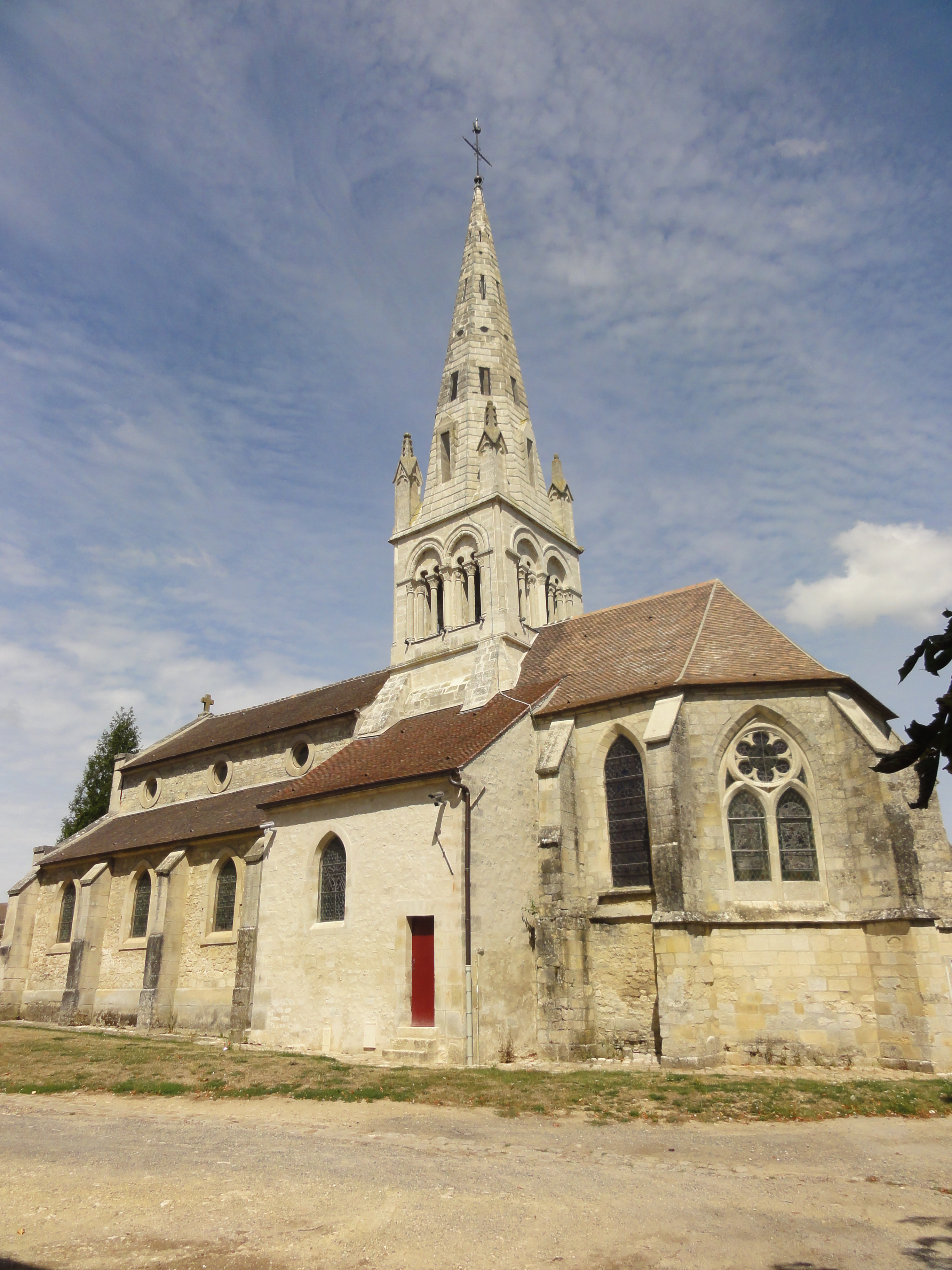
Kirche Saint-Martin
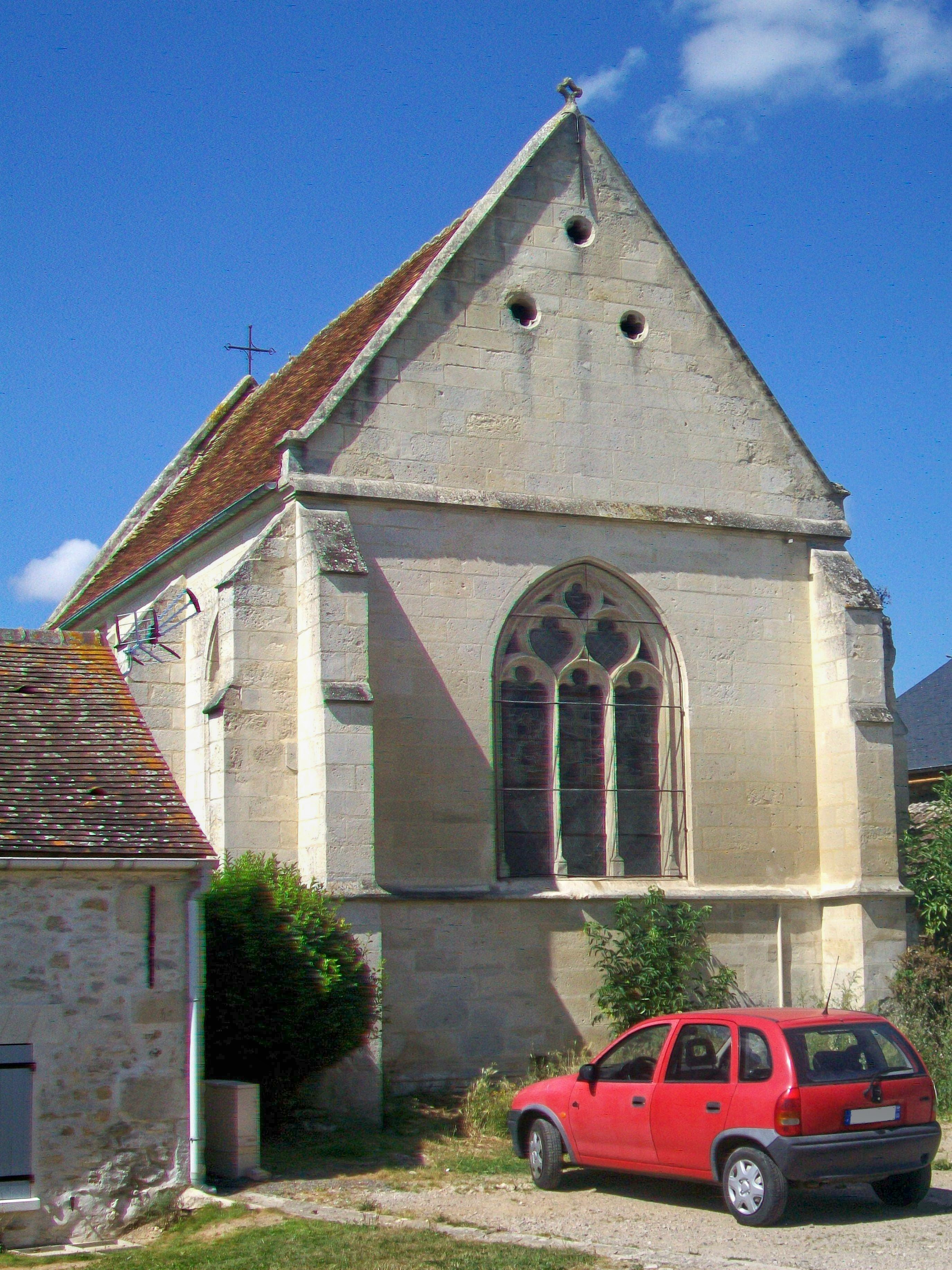
Kirche Saint-Rieul
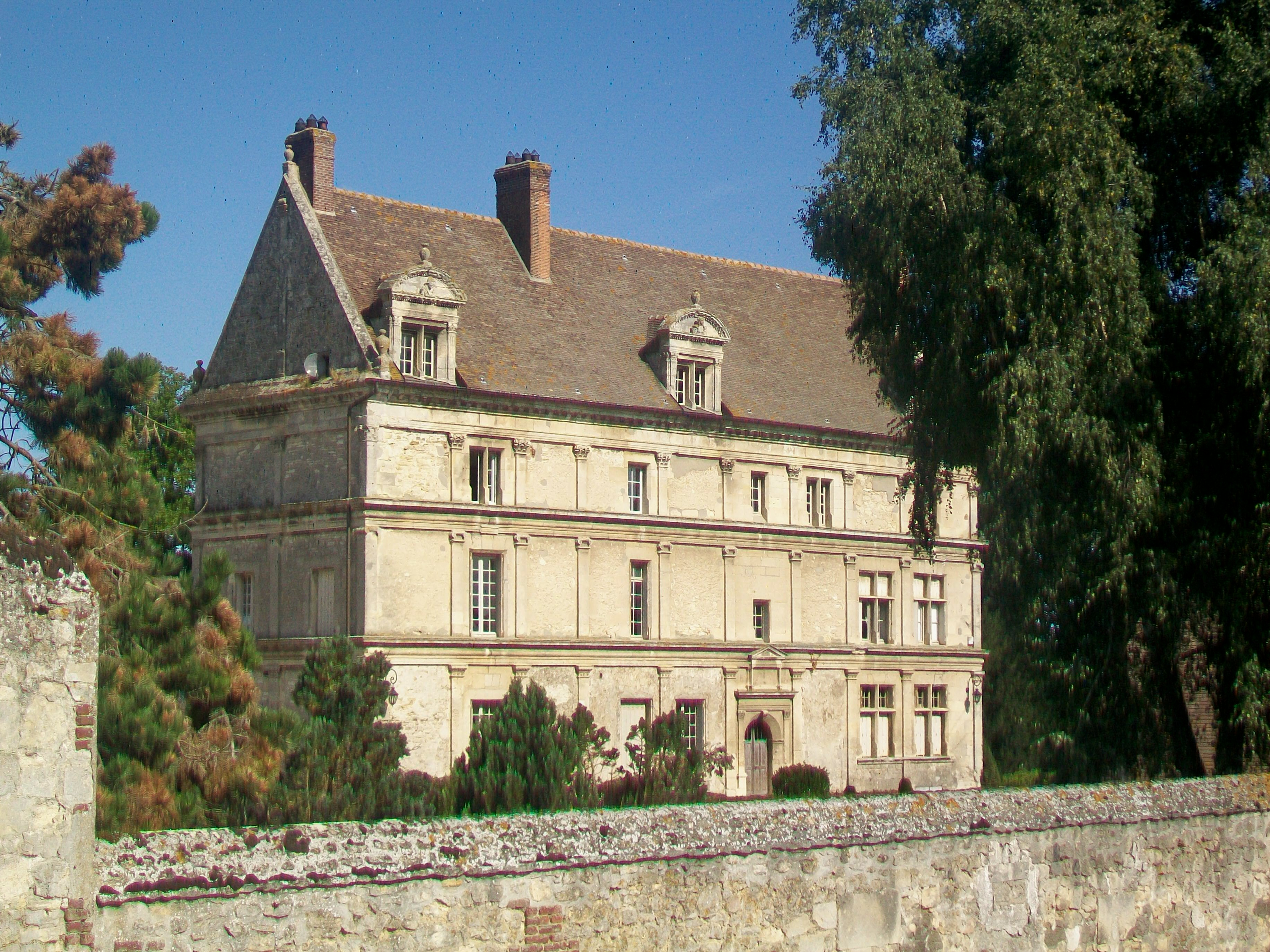
Herrenhaus Huleux
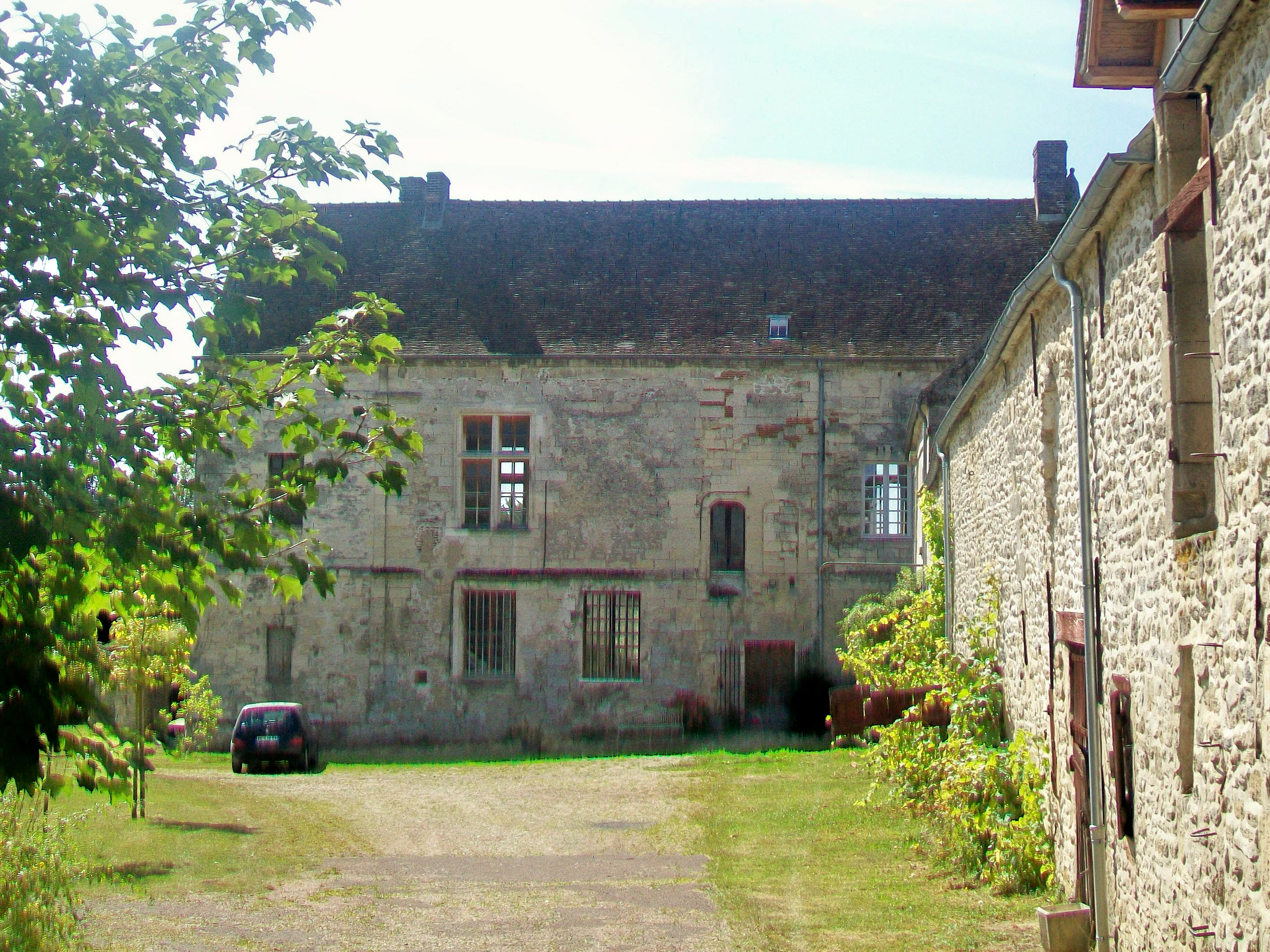
Herrenhaus Lésigny